# Bayeux
Bayeux là một xã trong tỉnh Calvados, thuộc vùng Normandie của nước Pháp, có dân số là 14.961 người (thời điểm 1999). Bayeux nằm cách Paris 270 km và 31 km từ Caen.

## Nhân khẩu học
| 1962  | 1968   | 1975   | 1982   | 1990   | 1999   |
| ----- | ------ | ------ | ------ | ------ | ------ |
| 9.678 | 11 451 | 13 457 | 14 721 | 14 704 | 14 961 |

## Các thành phố kết nghĩa
- Dorchester, Dorset, Vương quốc Anh
- Lübbecke, Nordrhein-Westfalen, Đức